# Герк, Мауро Нестор
Мауро Нестор Герк Ларреа (исп. Mauro Néstor Gerk Larrea; родился 9 мая 1977 года в Коронель-Доррего) — аргентинский футболист, выступавший на позиции нападающего. Известен по выступлениям за клубы «Керетаро» и «Тихуана». Получил прозвище «Танк» из-за выдающихся физических данных и силовой манеры игры.

## Клубная карьера
Герк начал карьеру в «Ньюэллс Олд Бойз». На протяжении двух сезонов он пытался отвоевать место в основном составе. В 1997 году Мауро перешёл в «Кильмес», где сразу проявились его бомбардирские способности. В первом сезоне он забил 10 мячей в 17 матчах. Несмотря на хорошую результативность Герк не часто получал место в стартовом составе. В 1998 году он подписал соглашение с «Атлантой» из Буэнос-Айреса. После ухода из команды в конце сезона Мауро выступал за клубы низших дивизионов «Аргентино Росарио» и «Вилья Митре». В 2002 году он выступал за «Атлетико Рафаэла», после чего переехал в Мексику.
В 2002 году Герк подписал соглашение с мексиканским «Ла-Пьедад». За полгода он забил 11 мячей в 25 матчах и перешёл в «Селаю». За два сезона Мауро наколотил 60 голов в 80 матчах и получил приглашение из клуба мексиканской Примеры «Керетаро». В 2005 году он дебютировал за команду в Лиге MX. В составе «Керетато» Мауро дважды стал чемпионом Мексики. По окончании второго сезона Герк перешёл в «Дорадос де Синалоа», но уже через год вновь вернулся в «Керетаро» уже на правах аренды. К тому времени клуб выступал в Лиге Ассенсо и Мауро помог ему вернуться в элиту. С 27 голами в 39 матчах он стал лучшим снайпером второго дивизиона. После выхода в высшую мексиканскую лигу руководство «Керетаро» выкупило трансфер главного спасителя команды у «Дорадос». Из-за травмы Герк не смог проявить своих бомбардирских способностей и забил всего 1 мяч в 8 неполных встречах.
В начале 2010 года для получения игровой практики и восстановления формы Мауро вернулся во второй дивизион заключив договор с клубом «Тихуана». 10 января в матче против своего бывшего «Ла-Пьедада» Герк дебютировал за новую команду. 24 февраля в поединке против «Алакранес Дуранго» он забил свой первый гол за Тихуану. Герк стал настоящим лидером команды. В 2011 году благодаря его голам «Тихуана» пробилась в Лигу MX. После выхода в высшую лигу в команду пришло много футболистов линии атаки и Мауро оказался за спинами Дайро Морено, Дувьера Риаскоса и Джо Короны. В Примере он лишь раз вышел в стартовом составе и забил один гол. Во второй половине сезона он был отдан в аренду в «Крус Асуль Идальго». После возвращения из аренды Герк завершил карьеру.

## Международная карьера
В 1997 году в составе молодёжной сборной Аргентины Герк выиграл молодёжный чемпионат Южной Америки в Чили.

## Достижения
Командные
«Керетаро»
- Чемпион второго дивизиона Мексики: Клаусура 2006
- Чемпион второго дивизиона Мексики: Апертура 2008

Международные
Аргентина (20)
- Чемпионат Южной Америки по футболу среди молодёжных команд: 1997